# Malaxis wercklei
Malaxis wercklei är en orkidéart som först beskrevs av Rudolf Schlechter, och fick sitt nu gällande namn av Oakes Ames. Malaxis wercklei ingår i släktet knottblomstersläktet, och familjen orkidéer. Inga underarter finns listade i Catalogue of Life.